# Asüna (marka samochodów)

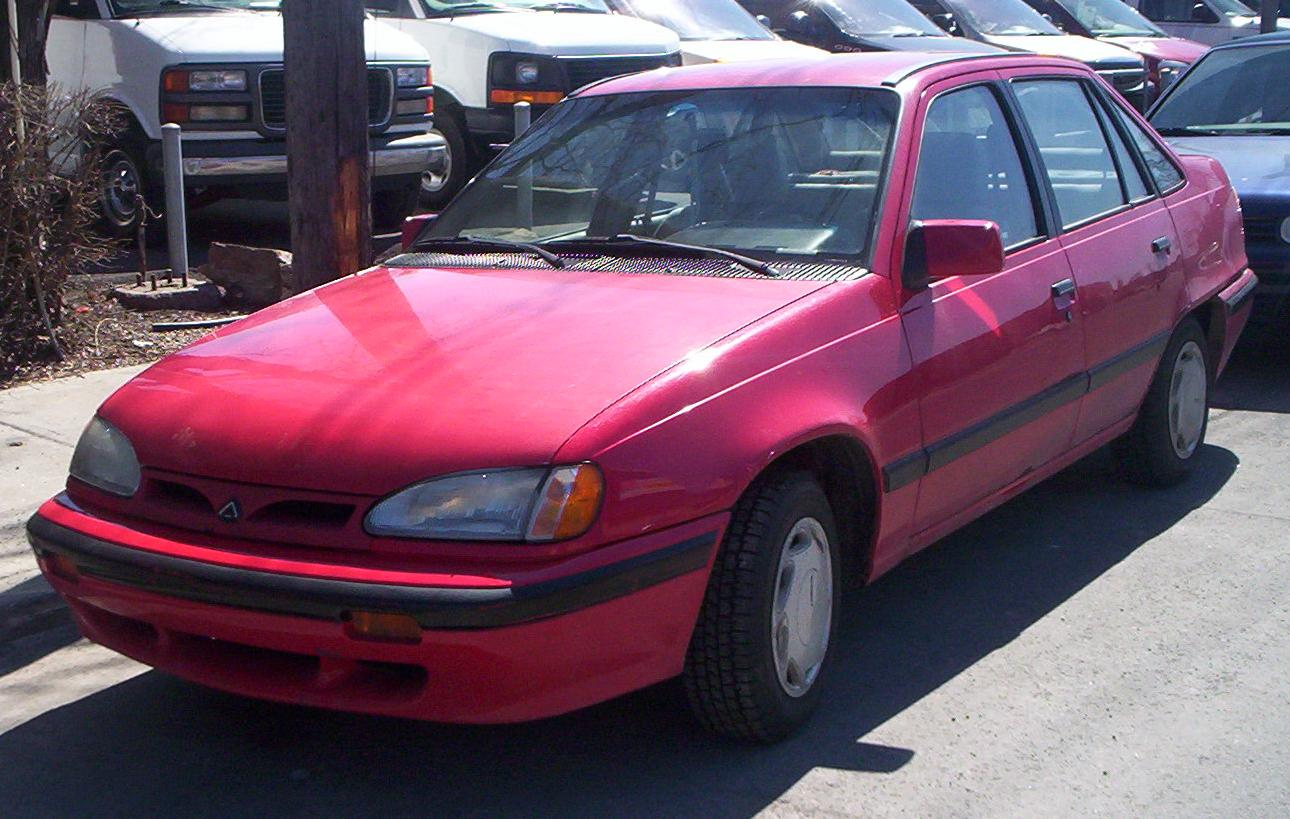
Asüna SE

Asüna – dawny kanadyjski producent samochodów osobowych, z siedzibą w Oshawie, działający w latach 1992–1994. Należał do amerykańskiego koncernu General Motors. 

## Historia
W kwietniu 1992 roku kanadyjski oddział General Motors podjął decyzję o utworzeniu nowej taniej marki Asüna w miejsce dotychczasowej filii Passport, która miała pełnić funkcję lokalnej alternatywy dla amerykańskiej marki Geo. Pod swoim logo Asüna oferowała przez kolejny rok cztery modele, z czego wszystkie były zapożyczonymi konstrukcjami Suzuki, Daewoo i Isuzu.
Z powodu niskiej sprzedaży, General Motors podjęło decyzję w lipcu 1994 roku o likwidacji marki Asüna. Modele SE/GT oraz Sunfire zniknęły z rynku bez następców, za to model Sunrunner przemianowano na Pontiaka. W tym samym roku wprowadzono markę Geo do sprzedaży także w Kanadzie. 

## Modele samochodów

### Historyczne
- Sunrunner (1992–1993)
- Sunfire (1992–1993)
- GT (1992–1993)
- SE (1992–1993)